# Tipula gressitti
Tipula gressitti är en tvåvingeart som beskrevs av Alexander 1935. Tipula gressitti ingår i släktet Tipula och familjen storharkrankar.
Artens utbredningsområde är Taiwan. Inga underarter finns listade i Catalogue of Life.